# The Duke Plays Ellington
The Duke Plays Ellington è un album discografico del musicista e compositore jazz Duke Ellington, pubblicato su etichetta Capitol Records nel 1953. Nel 1989 il disco è stato ristampato in formato CD con il titolo Piano Reflections con l'aggiunta di brani aggiuntivi.

## Tracce
- Tutti i brani sono opera di Duke Ellington tranne dove indicato diversamente.

1. Who Knows? - 2:37
2. Retrospection - 3:58
3. B Sharp Blues - 2:47
4. Passion Flower (Billy Strayhorn) - 3:05
5. Dancers in Love - 1:56
6. Reflections in D - 3:35
7. Melancholia - 3:20
8. Prelude to a Kiss (Ellington, Irving Gordon, Irving Mills) - 3:04
9. In a Sentimental Mood (Ellington, Mills, Manny Kurtz) - 2:30
10. Things Ain't What They Used to Be (Mercer Ellington) - 2:56
11. All Too Soon (Ellington, Carl Sigman) - 3:08
12. Janet - 2:15
13. Kinda Dukish - 2:32 (Bonus track ristampa CD)
14. Montevideo - 2:33 (Bonus track ristampa CD)
15. December Blue - 2:40 (Bonus track ristampa CD)

## Formazione
- Duke Ellington – pianoforte
- Wendell Marshall - contrabbasso
- Butch Ballard - batteria (tracce 1-12)
- Dave Black - batteria (tracce 13-15)
- Ralph Collier - conga (traccia 14)